# Paul is dead

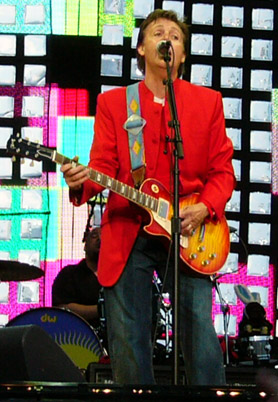
Paul McCartney bei einem Konzert in Prag, Juni 2004

Paul is dead (deutsch: „Paul ist tot“) bezeichnet eine bekannte Verschwörungstheorie, nach der Paul McCartney von den Beatles 1966 durch einen Doppelgänger ersetzt wurde, nachdem er bei einem Autounfall ums Leben gekommen sei.

## Geschichte
Im Jahr 1969 veröffentlichte die University of Michigan in ihrer Campuszeitung einen Artikel, in dem scherzhaft behauptet wurde, Paul McCartney sei bei einem Autounfall gestorben. Der Unfallhergang wurde folgendermaßen beschrieben:

„An einem Novembermorgen des Jahres 1966 war Paul McCartney mit seinem Auto unterwegs. Gegen 5 Uhr sah er einer Politesse am Straßenrand hinterher und bemerkte deshalb nicht, dass vor ihm eine Ampel auf Rot schaltete. Sein Wagen stieß mit einem anderen Fahrzeug zusammen und ging in Flammen auf. Durch die schweren Verbrennungen, die er erlitt, und da er bei dem Aufprall all seine Zähne verlor, konnte McCartney nicht mehr identifiziert werden.
Die restlichen Bandmitglieder, John Lennon, George Harrison und Ringo Starr, vertuschten auf Drängen des Managements und ihrer Plattenfirma den Tod und veranstalteten einen McCartney-Lookalike-Wettbewerb. Der Sieger William Campbell (oder Shears) nahm – nach einigen Operationen – Pauls Platz in der Gruppe ein. Seitdem versuchten die Beatles, ihre Fans durch versteckte Zeichen auf den Vorfall aufmerksam zu machen.“

Kurze Zeit später widmete sich der Detroiter Radio-Moderator Russell Gibb in seiner Sendung der „Theorie“, wodurch diese erstmals landesweit bekannt wurde und für Aufsehen sorgte. Viele Fans der Beatles, die die Geschichte ernst nahmen, versuchten fortan, „Beweise“ für Pauls Tod zu finden.
Die Diskussion um die Paul-is-dead-Theorie erhielt 2007 neuen Auftrieb. Anlass war eine Klage, die eine seinerzeit 46 Jahre alte Altenpflegerin aus Berlin-Moabit eingereicht hatte. Sie gibt an, McCartneys Tochter zu sein. Ihre Mutter soll zwischen 1959 und 1962 eine Affäre mit McCartney gehabt haben. Sie wirft ihm vor, er habe sich bei einem Vaterschaftstest 1984 durch einen Doppelgänger vertreten lassen. Die Unterschrift stamme fälschlicherweise von einem Rechtshänder und das Foto zeige nicht McCartney.

## Vermeintliche Hinweise auf Plattencovern (chronologisch)

### Yesterday and Today
Auf dem nur in den USA erschienenen, kontrovers diskutierten Originalcover des Albums Yesterday and Today sind alle vier Beatles in Fleischerkitteln, bedeckt mit blutigen Fleischstücken, zu sehen. Die Fleischstücke liegen so auf Paul McCartney verteilt, dass sie die Körperstellen markieren könnten, an denen er sich beim Unfall verletzte. McCartney, der in der Mitte der anderen drei sitzt, hat zwei geköpfte Puppen auf den Schultern und einen Puppenkopf auf dem Schoß, der möglicherweise symbolisiert, dass er den „Kopf hinhält“, um McCartneys Tod zu vertuschen.
Auch auf dem alternativ veröffentlichten, entschärften Cover soll sich ein Hinweis befinden: John Lennon, Ringo Starr und George Harrison stehen neben einem großen, aufgestellten Schrankkoffer. Paul McCartney sitzt im Inneren. Dreht man die Platte um 90 Grad nach links, sieht es so aus, als würde McCartney in einem Sarg liegen. Eine Narbe an der Oberlippe, die der echte McCartney angeblich nicht hatte, soll einerseits für den Unfall stehen (Kopfverletzungen) und andererseits die Doppelgänger-Theorie beweisen. Die Narbe könnte er sich natürlich auch anderweitig zugezogen haben.
Eigenen Angaben zufolge hat McCartney sich die Narbe im Sommer 1966 zugezogen, als sich die Band nach jahrelangen Tourneen und Plattenaufnahmen eine Auszeit gönnte. McCartney machte Urlaub und unternahm eine Motorradtour, bei der er einen Unfall hatte und sich die Schneidezähne abbrach. Die Operation hinterließ eine Narbe auf der Oberlippe. Um trotzdem bei Fotoaufnahmen dabei sein zu können, ließ er sich einen Schnurrbart wachsen. Die anderen Bandmitglieder taten es ihm gleich und der Oberlippenbart wurde so zu einer modischen Erscheinung der Beatles, wie auch bei den Hippies.
Die Platte erschien bereits im Juni 1966. Der Unfall und Tod McCartneys soll aber erst am 9. November des gleichen Jahres gewesen sein, sodass die Behauptungen bezüglich dieses Albums nicht wahr sein können.

### Revolver
Paul McCartney ist als einziger auf der Albumhülle von Revolver im Profil abgebildet und sein Blick geht ins Leere. Dies wird als Hinweis dafür aufgefasst, dass er nicht mehr Bestandteil der Gruppe ist, sondern sich in einer anderen Welt befindet. Die Augen von Starr und Lennon sind auf ihn gerichtet, ein mögliches Zeichen ihrer Trauer. Bei genauerem Hinsehen kann man über McCartneys Kopf eine (segnende) Hand erkennen (Teil der Fotocollage), in manchen Ländern ein Symbol des Todes.
Rechts neben McCartneys Kopf ist ein relativ großes Bild von ihm, auf dem er schreit. Das könnte die Schmerzen verdeutlichen, die er bei dem Unfall erlitten haben soll. Ein weiterer möglicher Hinweis ist das kleine Männchen, das seinen Kopf aus McCartneys Ohr herausstreckt und so aussieht, als ob es angestrengt versucht, etwas zu hören. Dies soll ein Hinweis für die Hörer sein, dass sie ab jetzt mehr auf den Text der Lieder achten sollen, da in den Texten viele Hinweise zu finden sein sollen.

### Sgt. Pepper’s Lonely Hearts Club Band
Die Beatles tragen auf dem Albumcover von Sgt. Pepper’s Lonely Hearts Club Band bunte Zirkusuniformen und halten Musikinstrumente in ihren Händen. Vor ihnen steht eine Trommel mit dem Titel des Albums. Im Vordergrund formen rote und gelbe Blumen den Bandnamen sowie einen E-Bass. Im Hintergrund stehen Pappaufsteller zahlreicher prominenter Persönlichkeiten.
Der üppige Blumenschmuck und die vielen Personen (Trauergemeinde) werden als Beerdigung aufgefasst. Paul McCartney hält ein schwarzes Holzblasinstrument (Englischhorn) als Symbol für Tod und Sarg. Außerdem hat er von der linken Hand nur drei Finger auf dem Instrument, möglicherweise ein Hinweis auf die drei noch lebenden ursprünglichen Beatles.
Es sieht so aus, als müsse er von Ringo Starr und George Harrison gestützt werden. Über seinem Kopf ist erneut eine offene Hand zu sehen (siehe Revolver und Yellow Submarine). Sie gehört Stephen Crane, einem Autor, der mit 28 Jahren starb. Rechts auf dem Cover ist eine Puppe zu sehen, die ein Hemd mit der Aufschrift „Welcome the Rolling Stones“ trägt und deren Kopf zerbrochen ist. Sie hat ein Spielzeugauto (ein weißer Austin Healey – das Modell, in dem McCartney angeblich verunglückte) auf dem einen Knie und einen blutigen Autofahrerhandschuh auf dem anderen.
Der Blumen-Bass im Vordergrund soll für den Tod seines Besitzers stehen. Manche glauben auch, das Wort „PAUL?“ im Blumenmuster erkennen zu können. Der Bass als Ganzes sieht aus wie ein großes „P“. Auf den Blumen liegen drei Gitarrensaiten, was wiederum als Hinweis auf die drei verbleibenden Beatles aufgefasst werden kann.
Wenn man die obere Hälfte der Wörter „LONELY HEARTS“ horizontal spiegelt, ergibt sich die mutmaßliche Botschaft:

Die „geheime Botschaft“ auf dem Cover

I ONE I X HE () DIE
Dafür gibt es zwei mögliche Deutungen:
- I (+) ONE (+) I (=3) X (steht für Paul) HE () (der Pfeil zeigt direkt auf Paul) DIE

→ 3 (Beatles) X (Paul) HE () DIE
- I (and) ONE (11) IX (römische Zahl Neun) HE () DIE

→ 11 9 (9. November) HE () DIE
Im Inneren der Plattenhülle ist ein weiteres Bild der Beatles, auf dem Paul McCartney eine Armbinde mit der Aufschrift “O.P.D.” trägt. Die Abkürzung steht angeblich für Officially Pronounced Dead (übersetzt: ‚Offiziell für tot erklärt‘). In Wahrheit war es jedoch eine Binde der Ontario Provincial Police, O.P.P., wobei der untere Teil des zweiten ‚P‘ etwas verdeckt war. Das wiederum könnte ein Hinweis auf William Campbell sein, der in Kanada Polizist gewesen ist.
Auf der Rückseite, auf der auch alle Liedtexte abgedruckt sind, deutet George Harrison mit einer Hand auf die Textzeile „Wednesday morning at five o'clock“ aus dem Song She’s Leaving Home. Angeblich starb McCartney an einem Mittwoch um 5 Uhr morgens. McCartney steht mit dem Rücken zum Betrachter und wirkt größer als seine Kollegen (er ist nicht mehr anwesend, sondern im Himmel). Harrison, Lennon und Starr formen mit ihren Händen, von links nach rechts, symbolisch die Buchstaben ‚L‘, ‚V‘ und ‚E‘ (L[O]VE). Das fehlende ‚O‘ könnte die Lücke bezeichnen, die McCartneys Tod hinterlässt.

### Magical Mystery Tour
Im Gegensatz zu den anderen Beatles trägt Paul McCartney auf einem Bild von Magical Mystery Tour im Booklet zu seinem Anzug keine rote, sondern eine schwarze Nelke (Trauer, Tod). Ein anderes Foto zeigt ihn an einem Schreibtisch mit der Aufschrift „Iwas“ (ich war). Auf den Kopf gedreht, ergeben die Buchstaben des Wortes „BEATLES“ auf dem Cover möglicherweise die Telefonnummer 5371438, zu der es mehrere Theorien gab. Eine Theorie besagt, dass man – wählte man diese Nummer in den 1960er Jahren – mit einem Londoner Bestattungsinstitut sprach. Anderen Quellen zufolge sollte man überdies – wählte man die Nummer zur richtigen Uhrzeit – zu jemandem durchgestellt werden, der sich mit Billy Shears meldete. Drei Studenten aus Michigan sagten aus, ihnen seien aufgrund der Auflösung des Rätsels Tickets für eine Reise nach „Pepperland“ versprochen worden.
Ein weiterer frei erfundener Hinweis war die Deutung der schwarzen Walross-Verkleidung auf dem Plattencover, das angeblich in einigen skandinavischen Ländern als Vorbote des Todes galt. Der Zusatz zum Lied I Am the Walrus “‘No you’re not!’ said little Nicola” (demnach konnte es also nicht John Lennon sein) sowie die Zeile “Well here’s another clue for you all, the walrus was Paul” im Lied Glass Onion auf dem Album The Beatles wurden ebenfalls als Hinweise auf McCartneys Tod interpretiert.

### Yellow Submarine
John Lennon hat auf dem Cover von Yellow Submarine die Hand über McCartneys Kopf erhoben (siehe Revolver und Sgt. Pepper’s Lonely Hearts Club Band). Die drei ausgestreckten Finger (Zeigefinger, kleiner Finger und Daumen quer) sollen die drei verbliebenen Bandmitglieder symbolisieren, könnte aber auch eine fehlerhafte Darstellung des Zeichens für „I Love You“ in der American Sign Language sein. Eine andere Interpretation ist das Zeichen des Teufels. Das U-Boot im Inneren des Berges wird mit einem vergrabenen Sarg verglichen. Die Krawatte von Ringo Starr stellt ein Kreuz dar.

### Very Together
Very Together ist eine 1969 in Kanada veröffentlichte LP mit Aufnahmen der Beatles als Begleitgruppe von Tony Sheridan aus dem Jahr 1961. Auf dem Cover ist ein Kerzenständer mit vier Kerzen zu sehen. Nur drei der Kerzen brennen. Anhänger der Theorie sahen in der erloschenen Kerze einen Hinweis auf McCartneys Tod.

### Abbey Road
Die Plattenhülle von Abbey Road zeigt, wie die Beatles von links nach rechts über einen Zebrastreifen der gleichnamigen Straße gehen. John Lennon trägt weiße, Ringo Starr und Paul McCartney dunkle und George Harrison blaue Kleidung. McCartney ist barfuß (in Großbritannien werden die Menschen barfuß beerdigt. Außerdem ist in Italien Barfüßigkeit ein Symbol für den Tod).
Im Hintergrund parkt ein weißer VW-Käfer, dessen Nummernschild ‚LMW 28IF‘ lautet. ‚LMW‘ wird zu ‚Linda McCartney Weeps‘ oder ‚Linda McCartney Widow‘ entziffert. Linda und Paul McCartney trafen sich jedoch erstmals 1967, also ein Jahr nach dessen angeblichen Tod. Sie wäre also weder McCartneys Witwe, noch zum Weinen veranlasst. 28IF soll bedeuten, dass McCartney 28 Jahre alt wäre, wenn (if) er nicht gestorben wäre. In Großbritannien wurde jedoch in jener Zeit das Schema drei Buchstaben – drei Ziffern – ein Buchstabe verwendet (siehe → hier): Es ist somit nicht ‚IF‘ zu lesen, sondern ‚1F‘ als Teil von ‚LMW 281 F‘. Außerdem wäre McCartney zum Zeitpunkt 27 Jahre alt und nicht 28, da er 1942 geboren wurde. Das Argument wurde von Anhängern der Verschwörungstheorie dadurch erklärt, dass die neun vorgeburtlichen Monate zum Geburtsalter dazu gezählt wurden; demnach wäre er tatsächlich 28 Jahre alt gewesen.
Die Beatles werden als Trauerzug aufgefasst: Lennon ist der Priester und läuft voraus, Starr ist der Sargträger, McCartney ist der Verstorbene und Harrison in Arbeitskleidung ist der Totengräber. Lennon trägt Weiß, die Trauerfarbe in östlichen Ländern, Starr trägt Schwarz, die Trauerfarbe in westlichen Ländern. Obwohl McCartney Linkshänder ist, hält er eine Zigarette in der rechten Hand, was auf einen Doppelgänger hinweisen könnte. Er ist außerdem der einzige, der nicht im Gleichschritt mit den anderen Beatles läuft und im Gegensatz zu ihnen (nur bei genauer Betrachtung sichtbar) keine weiße Stelle des Zebrastreifens berührt.

## Hinweise in Liedtexten (alphabetisch)
- A Day in the Life:
“He blew his mind out in a car. He didn’t notice that the lights had changed. A crowd of people stood and stared. They’d seen his face before. Nobody was really sure if he was from the house of Lords” gilt manchen als eine genaue Beschreibung des mutmaßlichen Unfalls.
Manche sagen, das Wort ‚Lords‘ klingt wie ‚Paul‘, wodurch der Satz darauf hinweisen würde, dass niemand die Leiche identifizieren konnte.
- All You Need Is Love:
Am Ende des Liedes sei angeblich zu hören: “Yes he’s dead […] We loved you yeah yeah yeah […]”
Analysen der Tonträger[5] zeigen aber, dass John “Yesterday […]” singt und Paul darauf einstimmt mit “She loves you, yeah, yeah, yeah / She’d love to, yeah, yeah, yeah […]”
- Come Together:
“He got hair down to his knee […] he wear no shoeshine […] he got toe-jam football […] he got monkey finger […] one and one and one is three […] got to be good looking […] ’cos he’s so hard to see […] Come together right now over me”
Das Lied soll ein Nachruf auf McCartney sein. Die Passagen werden folgendermaßen interpretiert: „Seine Haare wuchsen nach seinem Tod weiter […] er trägt keine Schuhe in seinem Sarg […] er mochte Fußball und Rugby […] nun hat er skelettartige und steife Affenfinger […] es gibt nur noch drei Beatles […] Paul war der hübsche Beatle […] jetzt ist er weg und nicht mehr zu sehen […] Die Menschen kommen über ihm oder seinem Grab zusammen, um ihn zu beerdigen.”
- Don’t Pass Me By:
“You were in a car crash and you lost your hair. You said that you would be late about an hour or two I said that’s alright I’m waiting here, just waiting to hear from you”. Dies soll sich auf den angeblichen Autounfall von McCartney beziehen.
- Lovely Rita:
“Lovely Rita meter maid […] when I caught a glimpse of Rita […] where would I be without you?”
McCartney starb, weil er einer Politesse (meter maid) hinterhersah. Also würde er ohne sie noch hier sein. Das Lied wurde von Paul McCartney geschrieben.
- Sgt. Pepper’s Lonely Hearts Club Band:
“So may I introduce to you the one and only Billy Shears.” Einigen Versionen der Theorie nach hieß McCartneys Ersatzmann William Shears.
- She’s Leaving Home:
“Wednesday morning at five o’clock” war der Zeitpunkt des Unfalls.
- Strawberry Fields Forever:
“I buried Paul” („Ich begrub Paul“). Angeblich murmelt John Lennon diese Worte am Ende des Liedes. Lennons tatsächliche Worte, “Cranberry Sauce”, klangen – in verlangsamter Geschwindigkeit auf der Platte zu hören – in der Tat in etwa wie “I buried Paul”, was später von George Martin aufgeklärt wurde.
- Within You Without You:
“Life goes on within you and without you” („Das Leben geht weiter, mit dir und ohne dich“) beschreibt die Stimmung nach McCartneys Tod.

## Versteckte Botschaften und Sonstiges
Viele Anhänger der Theorie glauben, bestimmte Sätze aus Liedern heraushören zu können, wenn diese rückwärts abgespielt werden.
- Die Worte “number nine” in Revolution 9 klingen rückwärts etwa wie “hnia näbman” – was angeblich wie “Turn me on, dead man” klingen soll.
- Am Ende des Liedes I’m So Tired murmelt Lennon “Monsieur, monsieur, monsieur, how about another one?” Dies soll sich rückwärts abgespielt wie “Paul is a dead man. Miss him! Miss him! Miss him!” anhören.[6]
- I Am the Walrus endet mit den Worten “Sit down father, rest you…”, was rückwärts gespielt als “Ha! Ha! Paul is dead!” hörbar sein soll.
- Anhängern der Theorie zufolge unterscheidet sich McCartneys Bassspiel vor 1966 sowohl im Stil als auch in der Qualität von späteren Aufnahmen.
- Vor seinem angeblichen Tod war Paul McCartney mit Jane Asher verlobt. Sein vermeintlicher Doppelgänger soll dann Linda Eastman geheiratet haben, weil er sich nicht mit Jane Asher verstand. Die Verlobung von McCartney und Asher fand allerdings erst 1967 statt, die Trennung erfolgte 1968.
- Seit August 1966 traten die Beatles nicht mehr zu öffentlichen Konzerten auf (letzter öffentlicher Auftritt am 29. August 1966 im Candlestick Park in San Francisco).

## Paul McCartney über die Verschwörungstheorie
McCartney selbst hat sich mehrfach zu dem Thema eingelassen. Im Life-Magazin mit dem Titel The case of the missing Beatle – Paul is still with us vom 7. November 1969 äußerte er sein Unverständnis über die Theorie  und ging auf einige Hinweise ein, die von ihren Anhängern angeführt wurden:

“It is all bloody stupid. I picked up that OPD badge in Canada. It was a police badge. Perhaps it means Ontario Police Department or something. I was wearing a black flower because they ran out of red ones. It is John, not me, dressed in black on the cover and inside of Magical Mystery Tour. On Abbey Road we were wearing our ordinary clothes. I was walking barefoot because it was a hot day. The Volkswagen just happened to be parked there.”

„Dies ist ausgemachter Schwachsinn. Ich bin auf den OPD-Aufnäher in Kanada gestoßen. Dort war es ein Uniformaufnäher der Polizei. Möglicherweise steht es für 'Ontario Police Department' oder so. Ich trage eine schwarze Blume, weil keine rote mehr da war. John trägt auf der Hülle von Magical Mystery Tour schwarz, nicht ich. Auf dem Abbey-Road-Foto tragen wir alle ganz gewöhnliche Kleidung. Ich bin barfuß, weil es ein heißer Tag war. Der Volkswagen stand einfach rein zufällig dort.“

Als Ursache für die Gerüchte sah McCartney seinen Rückzug von der Presse. Das Interview mit Life heizte aber die Legende eher noch an. In einem Interview mit dem Playboy im Jahr 1984 äußerte er, dass zu dieser Zeit allgemein viel zu viel in Texte und Plattencover der Beatles interpretiert wurde. Bei einem Auftritt in der Fernsehshow Saturday Night Live gab sich McCartney selbstironisch: Er antwortete auf die besorgte Frage des Moderators, ob die damaligen Gerüchte ein Hoax (deutsch: Schabernack, Falschmeldung) waren: „Ja, ich war nicht wirklich tot.“
Im Jahr 1993 nahm Paul McCartney das Live-Album Paul Is Live auf, dessen Titel ironisch auf die Paul-is-dead-Legende anspielt. Sein Cover ist eine Parodie des von Abbey Road. Das VW-Kennzeichen endet auf „51IS“, sein Alter zum Zeitpunkt der Aufnahme.

## Filme
- Paul Is Dead, deutscher Spielfilm von 2000, der sich mit der Verschwörungstheorie beschäftigt.
- Paul McCartney Really Is Dead: The Last Testament of George Harrison, US-amerikanische Mockumentary aus dem Jahr 2010.